# Dvärghamster som husdjur

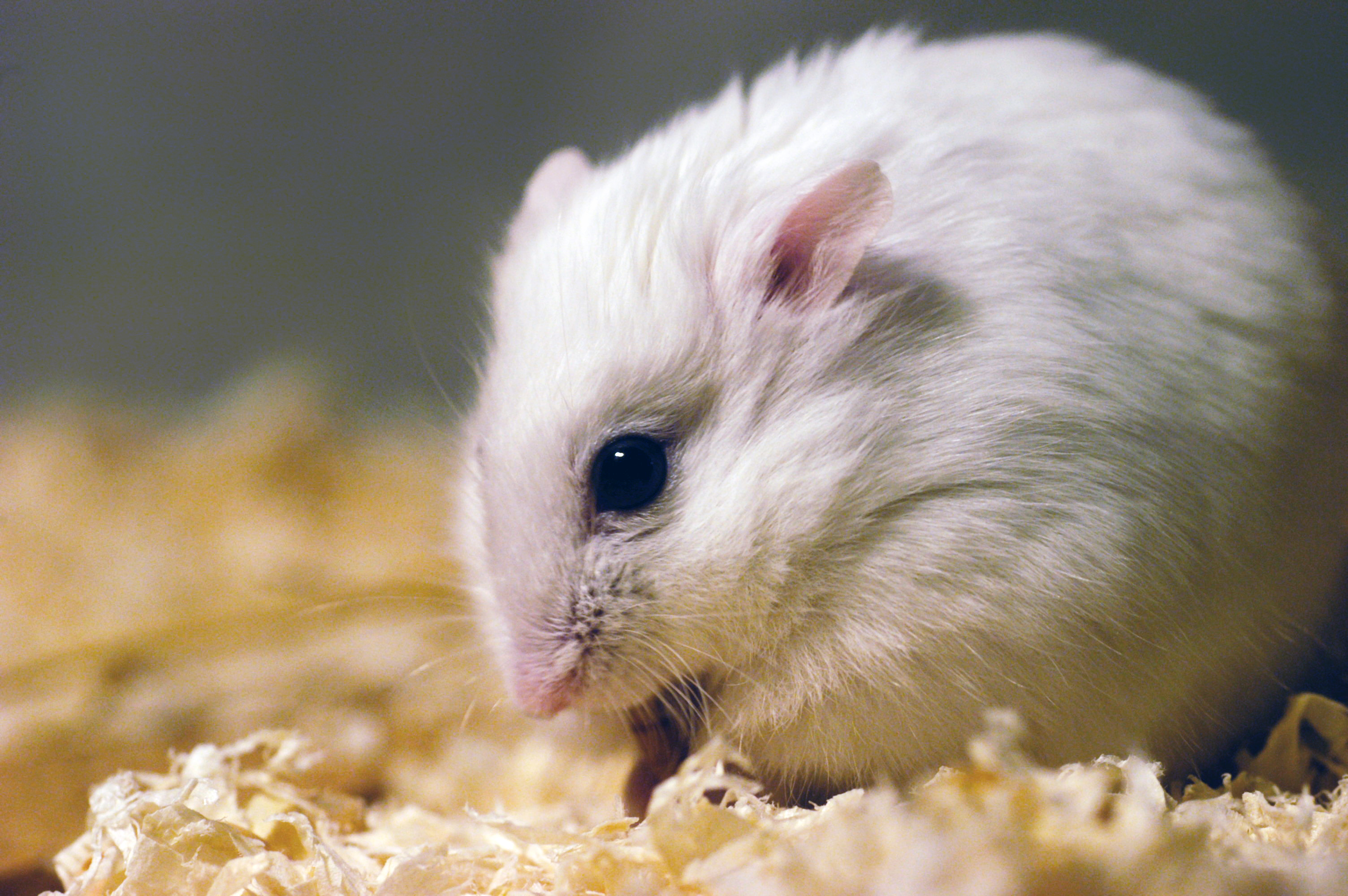
Rysk vintervit dvärghamster med teckningen pearl.

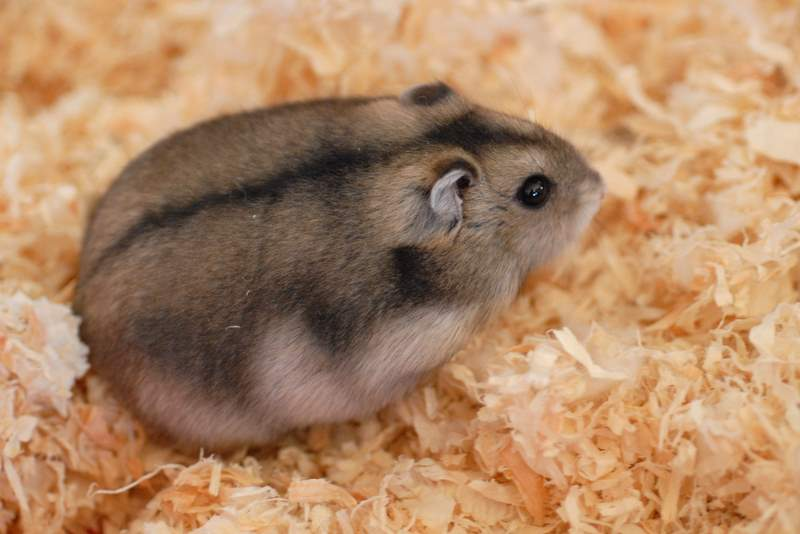
Rysk vintervit dvärghamster med den brunsvarta färgen agouti.

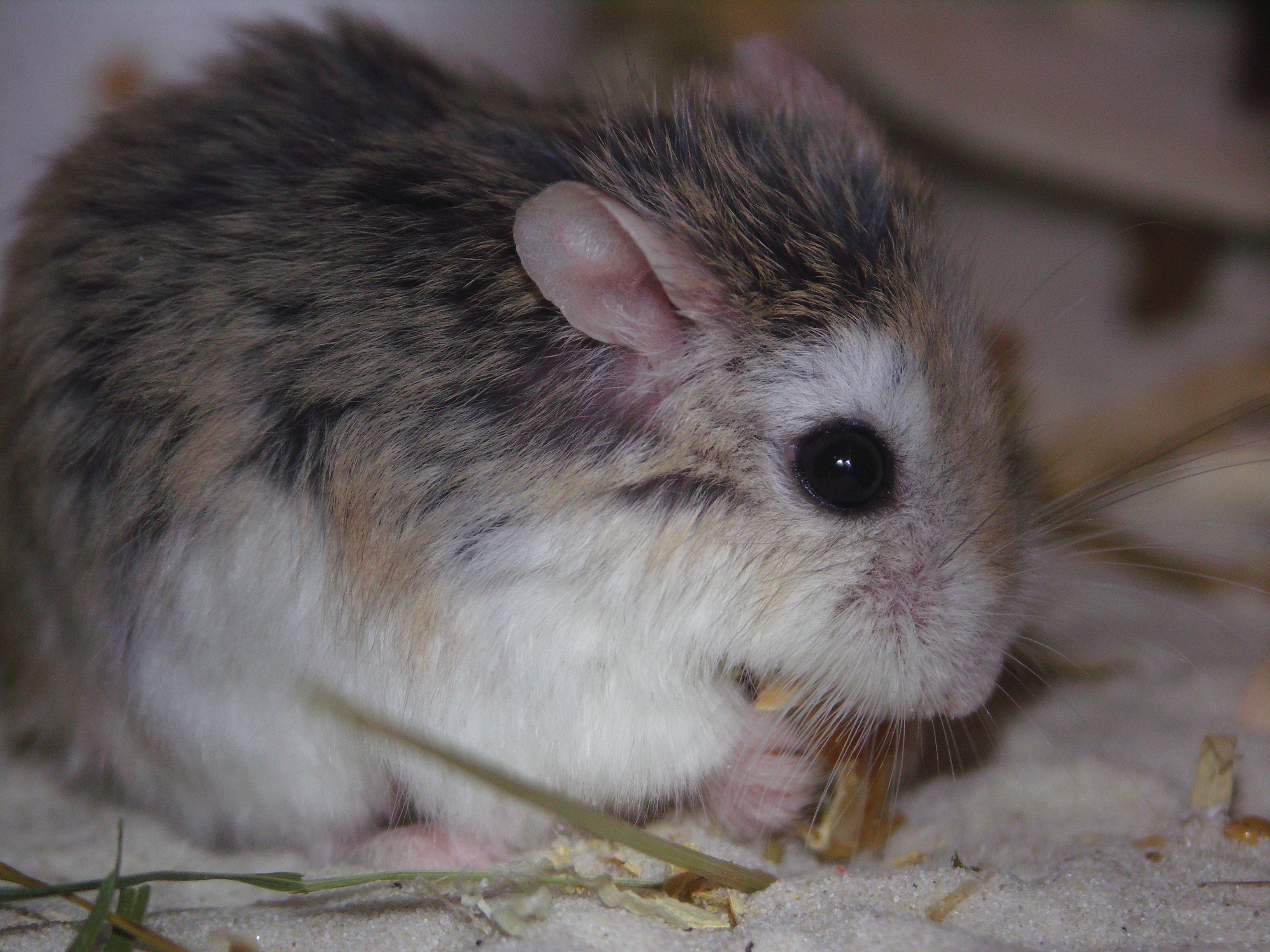
Roborovskis dvärghamster med färgen agouti.

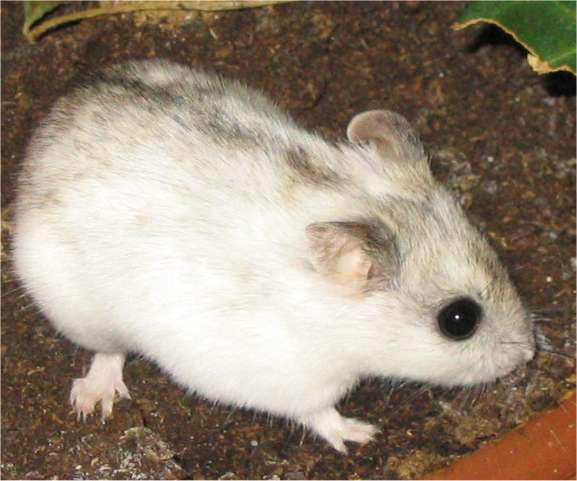
Kinesisk dvärghamster, en av de framavlade färgvarianterna.

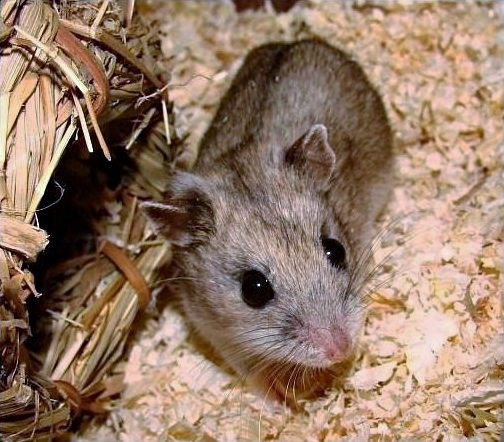
Vildfärgad kinesisk dvärghamster.

Dvärghamster är en gemensam benämning på fyra hamsterarter som hålls som sällskapsdjur; Campbells dvärghamster (Phodopus campbelli), rysk vintervit dvärghamster (Phodopus sungorus), Roborovskis dvärghamster (Phodopus roborovskii) och kinesisk hamster (Cricetulus griseus). Dessa lever i vilt tillstånd i olika områden av Asien.
De fyra dvärghamstrarna är jämfört med andra hamstrar som hålls som sällskapsdjur små, oftast inte mer än 10 centimeter i kroppslängd och med en vikt på upp till 55 gram. Färgerna går oftast i grått, vitt och svart. 
I fångenskap kan de till skillnad mot de flesta andra hamstrar ofta hållas i par, hona och hane, alternativt två honor.
Ungarna föds hårlösa och blinda, vanligen är det mellan fyra och fem ungar i en kull. Ungarna diar honan i tre till fyra veckor och de blir självständiga vid fyra till fem veckors ålder. Dvärghamstrar kan bli omkring tre år gamla.

## Campells dvärghamster
Campbells dvärghamster (Phodopus campbelli) är den vanligaste dvärghamstern, den lever vilt Mongoliet. Under 1960-talet importerades arten till England som laboratoriedjur. Under mitten av 1970-talet började man se dem som sällskapsdjur, men riktigt populära som sällskapsdjur blev de inte förrän under 1980-talet. Djuren blir cirka 9 till 10 centimeter i kroppslängd som fullvuxna. Hanen blir något större än honan. Viltfärgen är gråbrun med svarta ögon och den har också en svart rand som sträcker sig från öronen till svansen. Campells dvärghamster får vanligen fyra till fem ungar i en kull.

## Rysk vintervit dvärghamster
Rysk vintervit dvärghamster (Phodopus sungorus) lever i Sibirien och Manchuriet. I djuraffärer kan den kallas sibirisk dvärghamster men detta är inte ett korrekt namn. Den kan också förekomma under namnet rysk dvärghamster. Det finns tre olika färger:
- Sapphire: är mörkgrå på ryggen och har en svart ryggål och vit buk.
- Agouti: den vanligaste färgen på den vintervita hamstern. Den är brun och har en svart ryggål och vit buk.
- Mandarin: som färgen på frukten är pälsfärgen lite orangeaktig. Har även en mörkare orange ål på ryggen.

Det finns även en teckning, Pearl, som kan kombineras med de tre färgerna och kallas då Sapphire Pearl, Agouti Pearl eller Mandarin Pearl. Djuret blir helvitt, med en antingen grå, svart/brun eller orange ål på ryggen.
Djuret kan bli upp till 7 centimeter. Den vintervita dvärghamstern presenterades i England 1970 som ett laboratoriedjur och 1978 som sällskapsdjur. Under den tid när det är maximalt 8 timmar dag och minst 16 timmar natt kan de få vinterpäls, som kan visa sig som vita fläckar över kroppen eller att den helt ändrar färg till vit. Det händer oftast inte varje år, vissa individer får aldrig någon vinterpäls och andra får det varje vinter. Under denna tid har många även ett uppehåll i sin reproduktion. Den ryska vintervita dvärghamstern får vanligen fyra till fem ungar i en kull, men det händer att de får upp till sex ungar (eller fler).

## Roborovskis dvärghamster
Roborovskis dvärghamster (Phodopus roborovskii) är den minsta av de fyra dvärghamstrarna. Den är snabb, nyfiken och har ett mycket livligt temperament. Den blir inte större än 5 till 6 centimeter i kroppslängd som vuxen och därför lämpar sig ett akvarium eller en helplastbur bättre som bostad än de traditionella gallerburarna som vanligtvis har för glest mellan gallren. Denna dvärghamster kan även kallas ökendvärghamster.
Roborovskis dvärghamster är viltfärgad (mörk botten och cremefärgade toppar) med vit undersida och vita fläckar över ögonen. En färgmutation kallad husky finns också. Huskyn är något ljusare och nästan hela ansiktet är vitt, som på en husky-hund. Honan går dräktig ca 20 dygn och får vanligen fyra till sex ungar i en kull. Roborovskin kan med fördel hållas i par eller grupp då de är mycket sociala hamstrar. Om man inte har planer på att starta hamsteravel bör man hålla två hanar eller två honor tillsammans.

## Kinesisk dvärghamster
Kinesisk dvärghamster (Cricetulus griseus) lever vilt i Mongoliet, Manchuriet och Kina. Den kallas även mongolisk hamster. Den anlände troligen Europa 1919 som laboratoriedjur. Det visade sig sedan att den kinesiska dvärghamstern var ganska svåruppfödd, så det slutade med att man gick över till guldhamster som laboratoriedjur. Idag är den kinesiska hamstern inte längre så svåruppfödd eftersom honorna inte längre är lika aggressiva mot hanarna, då detta nästan helt har avlats bort.
I det vilda är den kinesiska hamstern gråbrun med en mörk ål på ryggen, som börjar mellan ögonen och går till svansen. Buken är vitgrå och ögonen är stora och svarta. Hamstern kan bli 8 till 10 centimeter lång och det som skiljer den från andra dvärghamstrar är att den har en lite lägre svans som kan bli 2 till 3 centimeter lång. Den kinesiska dvärghamsterns hona kan få upp till åtta ungar i en kull.